# Stütze (Gefäß)
Eine Stütze (veraltet auch Stunze oder Steize) ist ein hölzernes Gefäß mit Deckel und Griff, das nach oben hin konisch zuläuft. Seine Bauweise aus Dauben und Reifen ähnelt der eines Holzfasses; das Fassungsvermögen variiert, beträgt jedoch meist deutlich mehr als ein Liter. Stützen waren vermehrt in landwirtschaftlich geprägten Regionen im ländlichen Raum verbreitet und sind heute hauptsächlich im kleinbetrieblichen Weinbau und dem Kellereiwesen zu finden. Hin und wieder bekommt man sie auf kleineren Handwerksmessen zu sehen.

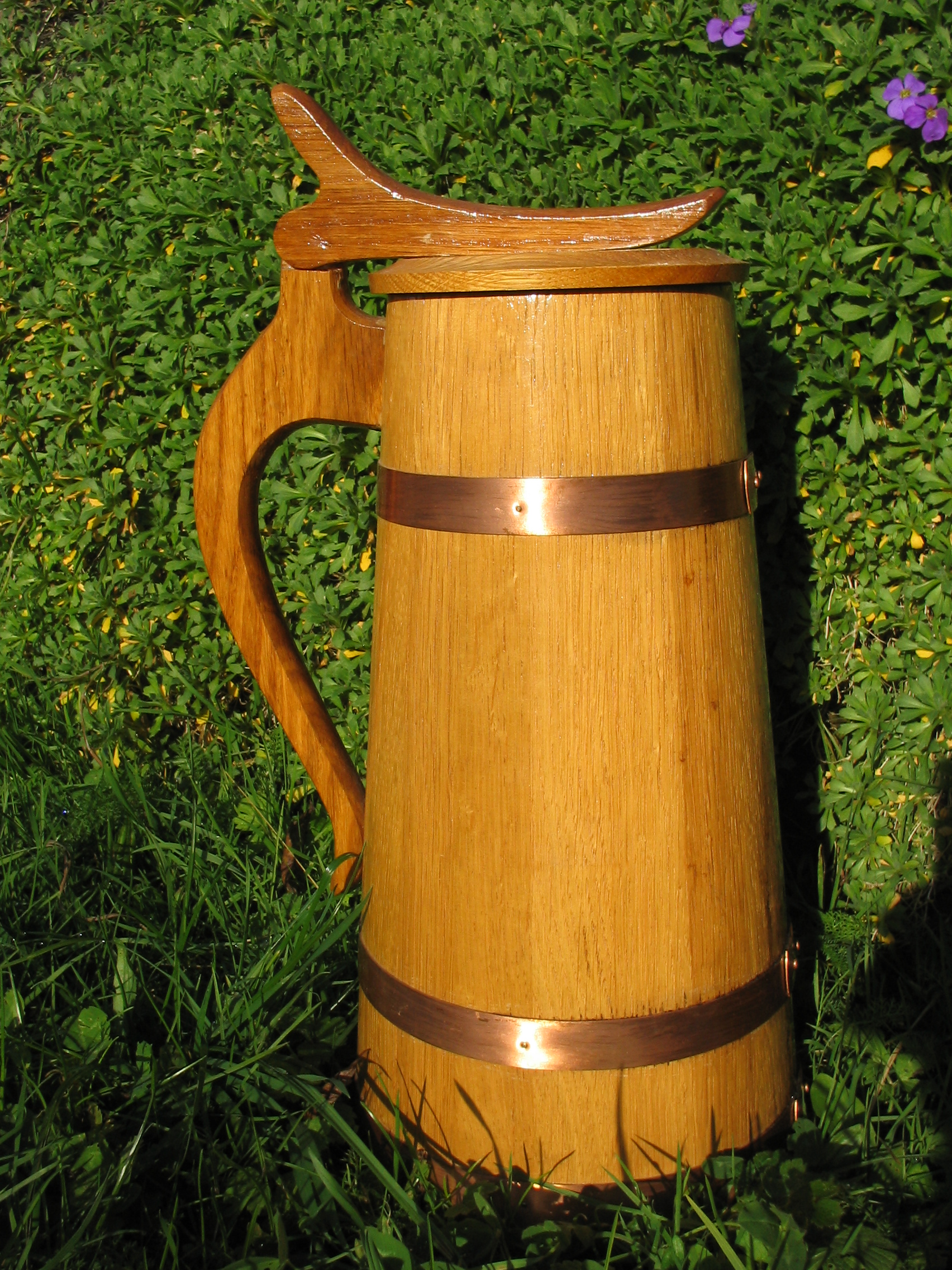
Stütze

Der Begriff der Stütze ist seit dem 14. Jahrhundert belegt. So findet sich im Codex diplomaticus Austriaco-Frisingensis von 1315 ein Eintrag über "item 2 stützen depictae, item 1 ciffus de stanno et 1 stutz". In einer Urkunde von 1487 heißt es "(bei Feuersgefahr) soll ein jeglicher Bürger (...) mitt Schuffen, Leitern, Hacken, Stuntzen und anderen dazu gehörende laufen".
In der Landwirtschaft wurde die Stütze auch zum Auffangen der Milch beim Melken verwendet. In den Wiegenliedern von Johann Gottfried Hermes findet sich folgender Reim:
Hab ich gutes Futter
macht die liebe Mutter
recht viel gute Butter
aus der weiszen Milch: stripp, stroll
hurtig ist der Stuntzen voll
Abgesehen von der Landwirtschaft finden sich auch Nachweise, die belegen, dass Stützen (bzw. hier: Stuze) auch im Bergbau eingesetzt wurden: "ein im Saalfeldischen gewöhnliches kegelförmiges Kohlenmaasz; acht Stuze werden auf ein Fuder gerechnet". In älteren schwäbischen Quellen findet sich der Begriff auch als Bezeichnung des edleren Geschirrs: "nebst zwei weiszen Brodt und zwei silbernen Stünzen mit Wein".
Im ostthüringischen Holzland bezeichnet eine Stünze oder auch Stinze ein hölzernes Gefäß, das nach Faßmacherart aus einem runden Boden, Fassdauben und Fassreifen hergestellt wurde und nach oben konisch auseinander läuft (im Gegensatz zum abgebildeten Gefäß, das nach oben konisch zusammen läuft). Die Fassdauben sind gerade und eine davon meist verlängert und oberhalb der eigentlichen Gefäßoberkante mit einer ca. 3 bis 5 cm großen Bohrung versehen, damit die Stinze an einem Haken aufgehängt werden und somit platzsparend verstaut werden konnte. Meist diente das Loch auch als handlicher Tragegriff. Gebräuchliche Größen waren Bodendurchmesser von ca. 30 bis 50 cm und Höhen von ca. 15 bis 30 cm. Benutzt wurde die Stinze meist als Transportgefäß für oder zur kurzzeitigen Aufbewahrung von Lebensmitteln.
Die Stütze findet heute noch Verwendung in Weinkellereien, wo sie sich als praktisches Arbeitsgerät bewährt hat.
Hier sind jedoch aus Holz gefertigte Stützen solchen aus Kunststoff gewichen, da diese hygienischer und pflegeleichter sind.
Ihr Vorteil liegt in einem gut zu handhabenden Griff an der Seite, der es ermöglicht, mit einer Hand zu arbeiten.
Moderne Varianten fassen meist 10 Liter und sind durch ihre angenehme Handhabung in fast jeder modernen Weinkellerei zu finden.